# Rolf M. Zinkernagel
Rolf M. Zinkernagel, född i Riehen 6 januari 1944 är en schweizisk immunolog. 
Han tilldelades, tillsammans med Peter C. Doherty Nobelpriset i fysiologi eller medicin 1996 
"för deras upptäckter av det cellstyrda immunförsvarets specificitet".
Zinkernagel tog sin doktorsexamen i medicin vid Universitetet i Basel 1970, och filosofie doktorsexamen vid Australian National University i Canberra, Australien 1975.
Mellan 1979 och 1992 var han professor vid enheten för patologi vid universitetet i Zürich, Schweiz 
och sedan 1992 är han ledare för Institutet för Experimentell Immunologi i Zürich.
Dohertys och Zinkernagels forskning har visat hur immunförsvaret upptäcker virusinfekterade celler i kroppen.
Dessa upptäckter har lagt en grund för förståelsen av de allmänna mekanismer som gör att immunförsvarets olika försvarsceller kan känna igen, och skilja på, främmande mikroorganismer och kroppsegna molekyler. Upptäckterna har varit mycket betydelsefulla både för ansträngningar att förstärka immunförsvaret mot infektioner och vissa former av cancer, och att minska effekterna vid autoimmuna reaktioner vid sjukdomar som reumatism, multipel skleros och diabetes.
1995 tilldelades han Albert Lasker Basic Medical Research Award.